# Cinclosoma marginatum
La zordala occidental (Cinclosoma marginatum)  es una especie de ave paseriforme de la familia Psophodidae endémica de Australia.